# After Shave

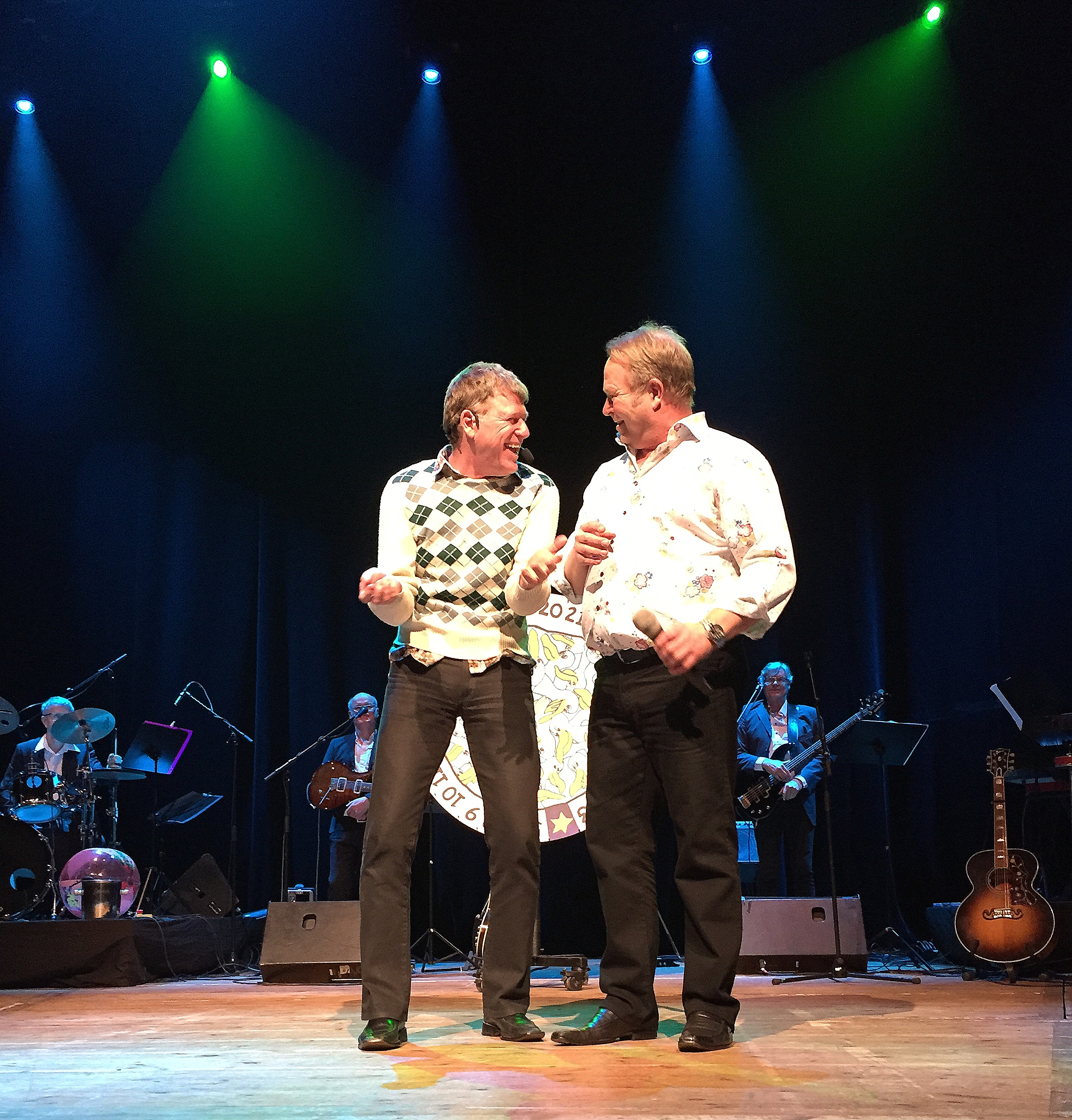
Jan Rippe och Per Fritzell under "Det mesta av det bästa" i De Geerhallen i Norrköping 13 mars 2015.

After Shave är en svensk barbershopgrupp som bildades 1979 av Knut Agnred, tenor, Jan Rippe, bas, Per Fritzell, tenor, och Peter Rangmar, baryton. Sedan Rangmars död 1997 består gruppen av de tre kvarvarande medlemmarna.

## Historik
After Shave bildades 1979 på Chalmers i Göteborg där de fyra gruppmedlemmarna studerade. Rangmar läste till maskiningenjör och de övriga till elektroingenjörer. Agnred började att studera ett år senare än de andra. På skolan träffade de Anders Eriksson från humortrion Galenskaparna. Efter After Shaves medverkande i programmet Sommar i Stenungsund den 29 augusti 1981 bestämde sig de båda grupperna 1982 för att inleda ett samarbete. De kunde inte enas om ett gemensamt namn, utan behöll sina gamla namn: Galenskaparna och After Shave.
Galenskaparna och After Shaves första gemensamma produktion var revyn Skruven är lös, som spelades på Stenhammarsalen i Göteborgs Konserthus. Därefter har de båda grupperna varit så gott som oskiljaktiga, även om After Shave fortfarande uppträder på egen hand ibland. Vid en del tillfällen uppträder de även som After Shave och Anders Eriksson, utan Claes Eriksson och Kerstin Granlund.

## Diskografi
- 1982 – Tomteland, julkassettband
- 1983 – The Boråser EP
- 1984 – Bara Ben LP, kassettband
- 1986 –  Bad och sånt (med Anders Eriksson) EP
- 1990 – Ciao ciao Italia (med fotbollslandslaget) EP
- 2005 – Lifewest (med Anders Eriksson) CD
- 2008 – 4 låtar ur succén Cabaret Cartwright (med Anders Eriksson) CD